# ستيرلينغ بوس
ستيرلينغ بوس (بالإنجليزية: Sterling Bose)‏ هو عازف جاز أمريكي، ولد في 23 فبراير 1906 في فلورنس في الولايات المتحدة، وتوفي في 1 يونيو 1958 في سانت بيترسبرغ في الولايات المتحدة.

## وصلات خارجية
- ستيرلينغ بوس على موقع ميوزك برينز (الإنجليزية)
- ستيرلينغ بوس على موقع ديسكوغز (الإنجليزية)